# Городецкое (Орловская область)
Городецкое — село в Колпнянском районе Орловской области России. Входит в состав Ярищенского сельского поселения.

## География
Село находится в юго-восточной части Орловской области, в лесостепной зоне, в пределах центральной части Среднерусской возвышенности, на правом берегу реки Фошни, на расстоянии примерно 13 километров (по прямой) к востоку-северо-востоку (ENE) от посёлка городского типа Колпны, административного центра района. Абсолютная высота — 204 метра над уровнем моря.
Климат характеризуется как умеренно континентальный. Средняя температура января −8,5 °C, средняя температура июля +18,5 °C. Годовое количество осадков 500—550 мм (средняя сумма осадков 515 мм). Среднегодовая температура воздуха составляет +4,6 °C.
Часовой пояс
Село Городецкое, как и вся Орловская область, находится в часовой зоне МСК (московское время). Смещение применяемого времени относительно UTC составляет +3:00.

## Население
| 2002 | 2010 |
| ---- | ---- |
| 108  | ↘70  |

Половой состав
По данным Всероссийской переписи населения 2010 года в гендерной структуре населения мужчины составляли 44,3 %, женщины — соответственно 55,7 %.
Национальный состав
Согласно результатам переписи 2002 года, в национальной структуре населения русские составляли 100 % из 108 чел.

## Достопримечательности
- Древнее городище Городецкое, XI—XIII вв.[2]